# Andreas Eriksson (konstnär)
Per Andreas Eriksson, född 17 mars 1975 i Björsäter, är en svensk målare, skulptör och fotograf.
Andreas Eriksson utbildade sig på Konsthögskolan i Stockholm 1993-1998 och verkar som konstnär med målning, fotografi, skulptur, film och grafik. Naturen, framför allt träd, är en viktig inspirationskälla för honom. Han blev tilldelad  Art Balois-priset på Art Basel Statement 2007. År 2008 hade han en separatutställning på MUMOK (Museum Moderner Kunst Stiftung Ludwig), i Wien i Österrike och 2009 en separatutställning på Sommer & Kohl i Berlin samt deltog i Livsformer på Bonniers Konsthall i Stockholm. Han deltog i Sao Paulo Biennalen 2012.
Andreas Eriksson har arbetat i Berlin, men bor och arbetar numera i Medelplana, nära Hällekis på Kinnekulle i Västergötland. Han representerade tillsammans med Fia Backström  Sverige på Venedigbiennalen år 2011.
Han blev ledamot av Konstakademien 2014. Eriksson finns representerad vid bland annat Göteborgs konstmuseum, Nordiska Akvarellmuseet, Sten A Olsson Foundation, Nasher and David J. Haemseigger Collection of Contemporary Art, Dallas, Texas, USA, Sara Hilden Art Museum, Tampere, Finland, Rubell Family Collection, Miami, Florida, USA, Astra Zeneca, Lund, Centre Georges Pompidou, Paris, ECB, Frankfurt, FRAC, Auvergne, Louisiana Museum of Modern Art, Humlebæk, Moderna museet, Stockholm, Museum Moderner Kunst, Wien, Nasjonalmuseet, Oslo, Statens konstråd och Konstmuseet i Skövde. 
| ”                 | I artiklar om Andreas Eriksson lyfts landskapet och naturen fram som central tematik. Hans lågmälda måleri sägs koppla på en lång tradition av konstnärligt bildskapandet. Han har själv sagt att han "med sina målningar vill skapa rum för betraktaren att uppehålla sig i". Ofta är det landskap som framträder i målningar, i gränsen mellan det figurativa, men man hittar även ... andra mer diffusa rumsligheter. | „ |
| – Camilla Larsson | |   |

## Offentliga verk i urval
- Roundabout, Dialysen på Södersjukhuset i Stockholm, 2002
- Baum 1, Huvudbiblioteket i Solna kommun, 2007
- Roundabout the pipeline tree, Astra Zeneca, Lund, 2007